# Krotowine
Krotowinen (von russisch кротовина, krotowina für „Maulwurfshügel“ oder „-gang“) sind mit lockerem Bodenmaterial verfüllte Grabgänge in Böden, die von Kleinsäugern herrühren. Es handelt sich somit um einen speziellen Ausdruck von Bioturbation. Verursacher der Gänge, deren Durchmesser mehrere Zentimeter bis wenige Dezimeter beträgt, sind meist Nager wie Hamster, Ziesel oder Präriehunde. Die Tiere werden durch winterliche Kälte oder sommerliche Trockenheit zur Vertikalwanderung im Boden getrieben.
Krotowinen kommen häufig in Böden von Steppenlandschaften vor. Charakteristisch sind sie für Schwarzerden bzw. Chernozems und Phaeozems. In Bodenprofilen sind sie als runde humose Flecken im aus Löss oder lössähnlichem Material bestehenden Unterboden (B- oder C-Horizont) oder als helle Flecken aus Unterbodenmaterial im humosen Oberboden (A-Horizont) sichtbar. Die Wühlgänge bewirken eine Verzahnung dieser beiden Bodenhorizonte.